# إريك بايرنز
اريك بايرنز (بالإنجليزية: Eric Byrnes)‏ هو لاعب كرة قاعدة أمريكي، ولد في 16 فبراير 1976 في ريدوود في الولايات المتحدة.

## وصلات خارجية
- إريك بايرنز على موقع دوري كرة القاعدة الرئيسي (الإنجليزية)
- إريك بايرنز على موقعبيزبول رفرنس.كوم (الدوري الرئيسي) (الإنجليزية)
- إريك بايرنز على موقعبيزبول رفرنس.كوم (الدوري الثانوي) (الإنجليزية)
- إريك بايرنز على موقع إي إس بي إن.كوم (أم.أل.بي) (الإنجليزية)
- إريك بايرنز على موقع مشجعي الرسوم البيانية (الإنجليزية)